# Eta Carinae
Eta Carinae (η Car) – gwiazda podwójna w gwiazdozbiorze Kila, jedna z największych, najmasywniejszych i najjaśniejszych gwiazd w naszej Galaktyce. Głównym składnikiem tego układu jest gigantyczna (100–150 razy masywniejsza od Słońca) jasna niebieska gwiazda zmienna. Gwiazda ta jest bardzo niestabilna i w każdej chwili może eksplodować jako supernowa lub nawet hipernowa (typ supernowej zdolny wyemitować błysk gamma). Znajduje się wewnątrz wielkiej jasnej mgławicy, znanej jako Mgławica Carina, „Dziurka od Klucza” lub NGC 3372. Drugim składnikiem układu jest masywna (~30 M☉) gwiazda typu widmowego O lub gwiazda Wolfa-Rayeta, a okres orbitalny układu wynosi 5,54 roku.
Jedną z charakterystycznych cech Ety Carinae są jej nieoczekiwane zmiany jasności. Kiedy w 1677 roku została po raz pierwszy skatalogowana przez Edmunda Halleya, była obiektem czwartej wielkości gwiazdowej, jednak już w 1730 zaobserwowano jej znaczne pojaśnienie i stała się ona najjaśniejszą gwiazdą w Kilu. Od tego czasu zaczęła słabnąć i w 1782 powróciła do poprzedniego stanu. W 1820 znów zaczęła jaśnieć dziesięciokrotnie do 1827, by w kwietniu 1843 osiągnąć największą zarejestrowaną jasność ok. −0,8m. Eta Carinae była wówczas drugą, pod względem jasności, gwiazdą na niebie, zaraz po Syriuszu i to pomimo wielkiej odległości ok. 8800 lat świetlnych (~2,7 kpc). Następnie jej jasność ponownie zaczęła słabnąć, by w latach 1900–1940 spaść do ok. 8. wielkości gwiazdowej, a więc przestała być widoczna gołym okiem. Wkrótce jednak znów pojaśniała do 6–7m w 1952. Obecnie gwiazda znajduje się na pograniczu widzialności nieuzbrojonym okiem przy jasności 6,21m, notując w latach 1998–1999 dwukrotne pojaśnienie. W lutym 2012 jej jasność wynosiła 4,6m. 

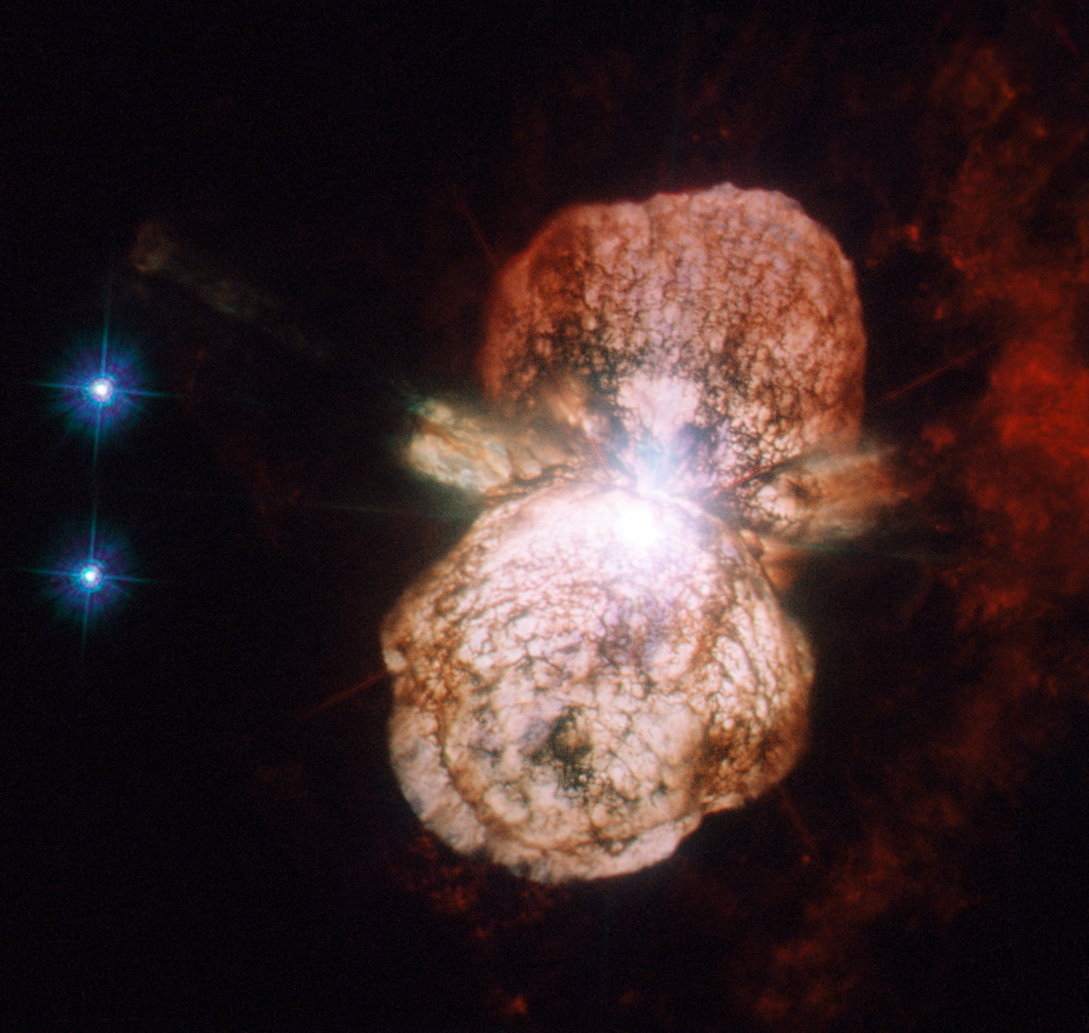
Mgławica wokół Eta Carinae (zdjęcie z teleskopu Hubble'a)

Eta Carinae znajduje się w krańcowym stadium ewolucji (trwającej w przypadku tak masywnych obiektów „zaledwie” ok. jednego miliona lat). Obecnie gwiazda emituje 4 miliony razy więcej energii niż Słońce. W wyniku szybkiej utraty materii poprzez silny wiatr gwiazdowy, który uderza w wolniejsze warstwy zewnętrzne, przechodzi czasami potężne wybuchy. Ostatni miał miejsce podczas maksimum jasności, w roku 1841. Pozostały po nim dwa sferyczne obłoki gazu i pyłu, każdy setki razy większy od Układu Słonecznego, rozchodzące się z biegunów gwiazdy, nazwane „Mgławica Homunculus”. Obserwacje prowadzone w zakresie rentgenowskim ukazały również ślady podobnej eksplozji, jaka nastąpiła około 1000 lat temu. Gdy reakcje termojądrowe wewnątrz gwiazdy ustaną, co wedle wszelkiego prawdopodobieństwa nastąpi w ciągu najbliższych kilkudziesięciu tysięcy lat, Eta Carinae zginie podczas gigantycznego wybuchu supernowej lub hipernowej, stając się gwiazdą neutronową, bądź – co przy tak dużej masie bardzo możliwe – czarną dziurą.